# Peucetia harishankarensis
Peucetia harishankarensis là một loài nhện trong họ Oxyopidae.
Loài này thuộc chi Peucetia. Peucetia harishankarensis được Biswamoy Biswas miêu tả năm 1975.